# 敷波型駆逐艦
敷波型駆逐艦（しきなみがたくちくかん）は、大日本帝国海軍の駆逐艦の艦級。本級も山彦型同様ロシア帝国からの捕獲艦であった。

## 概要
日露戦争でロシアから多数の艦艇を捕獲した海軍は、整備の上艦籍に編入した。本級は元ロシア水雷巡洋艦カザルスキー級 (Казарский) の「ガイダマーク」(Гайдамак) ならびに「フサードニク」(Всадник)である。両艦とも1894年（明治27年）に竣工され、日露戦争で旅順港に沈没していたのを引き上げ、再整備した。

## 同型艦
敷波（しきなみ）
元ロシア水雷巡洋艦「ガイダマーク」。1905年（明治38年）8月に旅順で引き上げ、整備。同年10月31日に「敷波」と命名。1913年（大正2年）4月1日に除籍され、1914年（大正3年）8月23日に雑役船「敷波丸」となる。1915年（大正4年）6月28日に廃船となり、売却される。
巻雲（まきぐも）
元ロシア水雷巡洋艦「フサードニク」。1905年（明治38年）8月に旅順で引き上げ、整備。同年10月31日に「巻雲」と命名。1907年（明治40年）に整備完了。1913年（大正2年）4月1日に除籍され、1914年（大正3年）8月23日に雑役船「巻雲丸」となる。1915年（大正4年）6月28日に廃船となる。